# Битва при Галисе (82 до н. э.)
Би́тва при Га́лисе (82 до н. э.) — сражение между римскими и понтийскими войсками в ходе Второй Митридатовой войны.
В 83 году до н. э. командующий римской армией в Азии пропретор Луций Лициний Мурена вторгся из Каппадокии в Понт. Ограбив Команы, он вернулся. Митридат отправил к нему послов с напоминанием о нарушении мира, однако тот их отверг. На следующий год римляне вторглись из Галатии, ограбили 400 деревень и вернулись с большой добычей. Митридат направил посольство в Рим, из которого был направлен представитель с запретом для Мурены воевать с Митридатом. Несмотря на это, Мурена снова выступил в поход. Тогда Митридат отправил войско под командованием Гордия, которому удалось захватить римские обозы. Затем подошёл и сам Митридат с основными силами.
Мурена попытался переправиться через Галис, на другом берегу которого стояла понтийская армия, но потерпел поражение. Он отступил в укреплённый лагерь на высоком берегу, однако Митридат преследовал его и захватил лагерь. Римская армия бежала во Фригию.
В результате этой победы авторитет царя был повышен, а сам он вновь оккупировал Каппадокию. Вскоре война была прекращена на условии сохранения положений Дарданского мира.